# Pevnostní mlýn
Pevnostní mlýn v Josefově v okrese Náchod je vodní mlýn, který stojí na řece Labi severně od vojenské pevnosti. Je chráněn jako nemovitá kulturní památka České republiky.

## Historie
Mlýn byl postaven v letech 1787–1788. Ve 20. století prošla obytná část při západním průčelí utilitární přestavbou (zbořeno mezi lety 1992–1999).
V roce 1890 majitel vyměnil původní obyčejné složení za poloumělecké. Již o dva roky později byl však mlýn zrušen a téhož roku (25. dubna) se konala dražba na veškeré zařízení následována přestavbou objektu na vodárnu.

## Popis
Podélná přízemní zděná budova je orientovaná kolmo k řece. Má nízkou sedlovou střechu prodlouženou k jihu a hlavní východní průčelí o čtyřech okenních osách.
Strop mlýnice tvoří masivní valená klenba o tloušťce až 90 cm v odolnosti proti dělostřeleckému bombardování a pro vojenské účely musela být tato odolnost zachována (mlýn nemohl mít nezbytná čtyři podlaží pro umělecké složení).